# Seznam obiskov predsednika vlade Janeza Janše (III. mandat)
Seznam srečanj predsednika 14. vlade Republike Slovenije Janeza Janše. Videokonferenčna srečanja niso vljučena. 

## Uradni, delovni in drugi obiski v tujini
| Datum            | Država/organizacija     | Kraj       | Gostitelji in ostali državniki | Opombe | Sklic                |
| 2020             | 2020                    | 2020       | 2020 | 2020 | 2020                 |
| ---------------- | ----------------------- | ---------- | --- | --- | -------------------- |
| 9. julij         | Evropska unija · NATO   | Bruselj    | Charles Michel, predsednik Evropskega sveta Ursula von der Leyen, predsednica Evropske komisije Janez Lenarčič, evropski komisar za krizno upravljanje Jens Stoltenberg, generalni sekretar zveze NATO | Delovni obisk, prvi obisk v mandatu predsednika 14. vlade Republike Slovenije. | [ 2 ] [ 3 ]          |
| 17.-20. julij    | Evropska unija          | Bruselj    | Charles Michel, predsednik Evropskega sveta | Izredno zasedanje Evropskega sveta | [ 4 ] [ 5 ] [ 6 ]    |
| 1.-2. september  | Evropska unija          | Bruselj    | Charles Michel, predsednik Evropskega sveta | Izredno zasedanje Evropskega sveta o enotnem trgu, industrijski politiki, zunanjih odnosih, krizi v Belorusiji in digitalni preobrazbi | [ 7 ]                |
| 15.16. oktober   | Evropska unija          | Bruselj    | Charles Michel, predsednik Evropskega sveta | Redno zasedanje Evropskega sveta | [ 8 ] [ 9 ]          |
| 7.-8. december   | Izrael                  | Jeruzalem  | Banjamin Netanjahu, predsednik vlade Izraela Reuven Rivlin, predsednik Izraela Gabi Ashkenazi, zunanji minister Izraela Eival Gilady, častni konzul Slovenije | Premier Janša se je v Izraelu mudil na povabilo premierja Netanjahuja. Sestal se je s predsednikom Israeli Innovation Authority Amijem Appelbaumom in nekaterimi predstavniki podjetij, ki delujejo na področju umetne inteligence. Janšo sta sprejela tudi zunanji minister in predsednik Izraela. | [ 10 ]               |
| 10.-11. december | Evropska unija          | Bruselj    | Charles Michel, predsednik Evropskega sveta | Zasedanje Evropskega sveta. Na prošnjo hrvaškega premierja Plenkovića, ki je bil v samo izolaciji zaradi okužbe s koronavirusom, je Janša na vrhu zastopal tudi Republiko Hrvaško. | [ 11 ]               |
| 2021             |                         |            | | |                      |
| 16. marec        | Avstrija                | Dunaj      | Sebastian Kurz, kancler Avstrije Bojko Borisov, predsednik vlade Bolgarije Andrej Babiš, predsednik vlade Češke republike | Delovni sestanek na temo distribucije cepiv med državami članicami EU. Poleg avstrijskega kanclerja Kurza, premierja Bolgarije Borisova, premierja Češke Babiša in slovenskega premierja Janše, sta bila preko video povezave prisotna še latvijski premier Karinš in hrvaški premier Plenković. Janša se je na srečanje odpravil z bolgarskim kolegom Borisovom.                                                                                       | [ 12 ]               |
| 22. april        | Poljska                 | Varšava    | Mateusz Morawiecki, predsednik vlade Poljske Elżbieta Witek, predsednica parlamenta Jaroslaw Kaczyński, podpredsednik vlade Poljske | Delovni obisk na Poljskem na povabilo premierja Morawieckega. Janša se je sestal tudi s predsednico poljskega parlamenta in podpredsednikom vlade. Premier Janša je tekom obiska položil vence ob spomenike domovinski armadi in Poljski podzemni državi, h grobnici neznanega vojaka in spomeniku nekdanjega poljskega predsednika Lecha Kaczyńskega.                                                                                                  | [ 13 ]               |
| 29. april        | Francija                | Pariz      | Emmanuel Macron, predsednik Francije | Delovni obisk v Francoski republiki na povabilo predsednika Macrona. Premier Janša se je v Parizu srečal tudi s slovenskim humanitarcem in nominirancem za Nobelovo nagrado za mir Pedrom Opeko. | [ 14 ]               |
| 7. maj           | Portugalska             | Porto      | Antonio Costa, predsednik vlade Portugalske Bilateralna srečanja ob robu Pedro Sanchez, predsednik vlade Španije Andrej Plenković, predsednik vlade Hrvaške | Socialni vrh Evropske unije v organizaciji portugalskega predsedstva Svetu Evropske unije. | [ 15 ] [ 16 ]        |
| 10. maj          | Grčija                  | Delfi      | Kiriakos Micotakis, predsednik vlade Grčije Margaritis Schinas, evropski komisar za zaščito našega evropskega načina življenja | Udeležba na šestem Delfi ekonomskem forumu. Premier Janša se je ob tem srečal tudi z grškim predsednikom vlade Micotakisom in grškim evropskim komisarjem Schinasom. | [ 17 ]               |
| 24.-25. maj      | Evropska unija          | Bruselj    | Charles Michel, predsednik Evropskega sveta Bilateralno srečanj ob robu Eduard Heger, predsednik vlade Slovaške | Izredno zasedanje Evropskega sveta. Med osrednjimi temami so bili podnebno-energetski sveženj "Pripravljeni na 55", spopadanje s COVID-19 in sankcije proti Belorusiji po letalskem ekscesu, ko je država pod pretvezo prizemljila letalo, da je aretirala beloruskega novinarja Romana Protaseviča. | [ 18 ] [ 19 ]        |
| 29. maj          | Hrvaška                 | Zagreb     | Andrej Plenković, predsednik vlade Hrvaške | Na povabilo hrvaškega premierja Plenkovića se je predsednik vlade Janša s soprogo Urško Bačovnik Janša udeležil slovesnosti hrvaškega državnega praznika. | [ 20 ]               |
| 14. junij        | NATO                    | Bruselj    | Jens Stoltenberg, generalni sekretar zveze NATO Bilateralna srečanja ob robu Erna Solberg, predsednica vlade Norveške Katrín Jakobsdóttir, predsednica vlade Islandije Zoran Zaev, predsednik vlade Severne Makedonije | Premier Janša se je udeležil zasedanja vrha zveze NATO, kjer ga je spremljal tudi obrambni minister Matej Tonin. Premier Janša je tekom srečanja v Bruslju opravil tudi posamezna bilateralna srečanja s predsedniki vlad Norveške, Islandije in Severne Makedonije. | [ 21 ]               |
| 23. junij        | Nemčija                 | Düsseldorf | Armin Laschet, ministrski predsednik zvezne dežele Severno Porenje-Vestfalija | Srečanje z ministrskim predsednikom nemške zvezne dežele Severno Porenje-Vestfalija Laschetom. | [ 22 ]               |
| 24. junij        | Evropska unija          | Bruselj    | Charles Michel, predsednik Evropskega sveta Antonio Guterres, generalni sekretar OZN Bilateralno srečanje ob robu Olivér Várhelyi, evropski komisar za sosedstvo in širitev | Zasedanje Evropske sveta na temo epidemiološke situacije in okrevanja po epidemiji. Delovnega kosila se je udeležil tudi generalni sekretar Organizacije združenih narodov Antonio Gutteres, Janša pa se je po zasedanju bilateralno sešel še z evropskim komisarjem za sosedstvo in širitev. | [ 23 ]               |
| 6. julij         | Evropska unija Francija | Strasbourg | David Sassoli, predsednik Evropskega parlamenta Marija Gabriel, evropska komisarka za izobraževanje Manfred Weber, vodja skupine Evropske ljudske stranke Dacian Cioloș, vodja skupine Renew Europe Marco Zanni, predsednik Stranke identitete in demokracije | Predstavitev programa slovenskega predsedovanja Evropskemu parlamentu ob začetku plenarnega zasedanja. Ob robu se je premier Janša srečal tudi z evropsko komisarko Gabriel, vodjo skupine ELS Webrom, vodjo skupine Renew Europe Cioloșom in predsednikom stranke SID Zannijem. Po dogodku je premier Janša v strasbourški sinagogi prejel nagrado francoske židovske skupnosti, in sicer za podporo Izraelu.                                          | [ 24 ] [ 25 ]        |
| 9. september     | Poljska                 | Karpacz    | Mateusz Morawiecki, predsednik vlade Poljske | Premier Janša se je udeležil 30. ekonomskega foruma na Poljskem, kjer je prejel tudi nagrado Osebnost leta 2020 Srednje in Vzhodne Evrope. | [ 26 ]               |
| 17. september    | Grčija                  | Atene      | Kiriakos Micotakis, predsednik vlade Grčije | Udeležba na 8. vrhu Sredozemskih držav MED-7, kamor sta se pridružili tudi Slovenija in Hrvaška. | [ 27 ]               |
| 23. september    | Madžarska               | Budimpešta | Viktor Orbán, predsednik vlade Madžarske Milorad Dodik, član predsedstva BiH Andrej Babiš, predsednik vlade Češke republike Aleksandar Vučić, predsednik Srbije Mike Pence, nekdanji podpredsednik ZDA | Premier Janša se je udeležil 4. demografskega foruma v Budimpešti. Janšo je v Budimpešti spremljal minister za delo, družino, socialne zadeve in enake možnosti Janez Cigler Kralj. | [ 28 ] [ 29 ]        |
| 30. september    | Združeno kraljestvo     | London     | Boris Johnson, predsednik vlade Združenega kraljestva Velike Britanije in Severne Irske Elizabeth Truss, ministrica za zunanje zadeve James Clever, državni sekretar zunanjega ministrstva João Vale de Almeida, vodja delegacije EU pri Združenem kraljestvu | Na povabilo Borisa Johnsona se je premier Janša mudil na delovnem obisku v Združenem kraljestvu Velike Britanije in Severne Irske. Sestal se je tudi z novoimenovano zunanjo ministrico Elizabeth Truss, državnim sekretarjem Cleverjem in vodjo delegacije EU pri Združenem kraljestvu. | [ 30 ]               |
| 8. oktober       | Hrvaška                 | Tuhelj     | Andrej Plenković, predsednik vlade Hrvaške | Udeležba na konferenci o turizmu TOURISM 365. Premier Janša se je ob robu dogodka s premierjem Plenkovićem sestal tudi bilateralno. | [ 31 ] [ 32 ]        |
| 21. oktober      | Evropska unija          | Bruselj    | Charles Michel, predsednik Evropskega sveta | Redno zasedanje Evropskega sveta | [ 33 ]               |
| 27.-28. oktober  | Evropska unija          | Bruselj    | Charles Michel, predsednik Evropskega sveta Didier Reynders, evropski komisar za pravosodje Olivér Várhelyi, evropski komisar za sosedstvo in širitev | Premier Janša se je s predsednikom Evropskega sveta sestal na delovni večerji, kjer sta spregovorila o ključnih dosjejih slovenskega predsedovanja Svetu Evropske unije. Naslednji dan se je Janša ločeno sestal še z evropskim komisarjem za pravosodje ter evropskih komisarjem za sosedstvo in širitev. | [ 34 ] [ 35 ]        |
| 1.-2. november   | Združeno kraljestvo     | Glasgow    | Boris Johnson, predsednik vlade Združenega kraljestva Velike Britanije in Severne Irske Bilateralna srečanja ob robu Irakli Garibashvili, predsednik vlade Gruzije Joko Widodo, predsednik Indonezije Mun Dže In, predsednik Južne Koreje Narendra Modi, predsednik vlade Indije Andrej Babiš, predsednik vlade Češke Aleksandar Vučić, predsednik Srbije Robert Abela, predsednik vlade Malte Klaus Iohannis, predsednik Romunije Pedro Sanchez, predsednik vlade Španije Scott Morrison, predsednik vlade Avstralije Jens Stoltenberg, generalni sekretar zveze NATO Albert II., knez Monaka Ulisses Correia e Silva, predsednik vlade Zelenortskih otokov Jonas Gahr Støre, predsednik vlade Norveške João Vale de Almeida, vodja delegacije EU pri Združenem kraljestvu Alok Sharma, predsedujoči COP26 | Premier Janša se je udeležil podnebne konference COP26 v Glasgowu. Ob tem jej opravil več bilateralnih srečanj. | [ 36 ] [ 37 ]        |
| 15.-17. december | Evropska unija          | Bruselj    | Charles Michel, predsednik Evropskega sveta Ursula von der Leyen, predsednica Evropske komisije Bilateralna srečanja Volodimir Zelenski, predsednik Ukrajine Nikol Pašinjan, predsednik vlade Armenije Svetlana Tihanovska, beloruska opozicijska voditeljica | Predsednik vlade Janez Janša se je udeležil srečanja Vzhodnega partnerstva (CORLEAP). Ob tem je opravil tudi več dvostranskih srečanj. Večer pred srečanjem se je premier udeležil tudi večerje z voditelji Ukrajine, Moldavije in Gruzije, ki jo je priredil predsednik Litve Gitanas Nauseda. Premier Janša se je udeležil tudi skupne novinarske konference s Charlesom Michelom in Ursulo von der Leyen na temo dosežkov slovenskega predsedovanja. | [ 38 ] [ 39 ] [ 40 ] |
| 2022             |                         |            | | |                      |
| 16. februar      | Francija                | Pariz      | Emmanuel Macron, predsednik Francije | Udeležba na delovni večerji o situaciji v Sahelu in neuradni izmenjavi mnenj o nadaljnjem angažmaju članic Evropske unije, ki so vojaško prisotne na Maliju in v Sahelu. | [ 41 ]               |
| 17.-18. februar  | Evropska unija          | Bruselj    | Charles Michel, predsednik Evropskega sveta Bilateralna srečanja ob robu Ulisses Correio e Silva, predsednik Zelenortskih otokov Abij Ahmed, predsednik Etiopije Mateusz Morawiecki, predsednik vlade Poljske Moussa Faki Mahamat, predsedujoči Komisiji Afriške unije | Premier Janša se je udeležil neformalnega zasedanja Evropskega sveta, nato pa tudi vrha Evropska unija – Afriška unija. Premier je ob tem opravil tudi več dvostranskih srečanj. | [ 42 ] [ 43 ] [ 44 ] |
| 24. februar      | Evropska unija          | Bruselj    | Charles Michel, predsednik Evropskega sveta | Izredno zasedanje Evropskega sveta ob ruskem napadu na Ukrajino, kjer so voditelji članic razpravljali o sankcijah proti Ruski federaciji. | [ 45 ]               |
| 10.-11. marec    | Francija                | Versailles | Emmanuel Macron, predsednik Francije | Neformalno zasedanje Evropskega sveta, ki ga je ob predsedovanju v Versaillesu gostil francoski predsednik Macron. | [ 46 ] [ 47 ] [ 48 ] |
| 15.-16. marec    | Ukrajina                | Kijev      | Volodimir Zelenski, predsednik Ukrajine Denis Šmigal, predsednik vlade Ukrajine Mateusz Morawiecki, predsednik vlade Poljske Petr Fiala, predsednik vlade Češke | Obisk predsednikov vlad Slovenije, Češke in Poljske v Ukrajini med rusko invazijo, kjer so se srečali z ukrajinskim državnim vrhom. Šlo je za prvi visoki obisk v Ukrajini po začetku vojne. | [ 49 ] [ 50 ]        |
| 24. marec        | NATO                    | Bruselj    | Jens Stoltenberg, generalni sekretar zveze NATO | Premier Janša se je udeležil izrednega zasedanja voditeljev vlad in držav zveze NATO, namenjenega predvsem ruski agresiji v Ukrajini in aktualnemu dogajanju v zvezi NATO povezanim s situacijo v Ukrajini. | [ 51 ]               |
| 24.-25. marec    | Evropska unija          | Bruselj    | Charles Michel, predsednik Evropskega sveta Joe Biden, predsednik ZDA | Udeležba na zasedanju Evropskega sveta, ki se ga je udeležil tudi predsednik Združenih držav Amerike Joe Biden. Voditelji so razpravljali predvsem o vojni v Ukrajini in njenih posledicah. | [ 52 ] [ 53 ]        |
| 28. marec        | Hrvaška                 | Zagreb     | Andrej Plenković, predsednik vlade Hrvaške | Srečanje s hrvaškim predsednikom vlade o aktualnih dvostranskih in svetovnih političnih odnosih. | [ 54 ]               |
| 5. maj           | Poljska                 | Varšava    | Mateusz Morawiecki, predsednik vlade Poljske Magdalena Andersson, predsednica vlade Švedske Ursula von der Leyen, predsednica Evropske komisije Charles Michel, predsednik Evropskega sveta | Udeležba na donatorski konferenci za Ukrajino, ki sta jo v sodelovanju s predsednikom Evropskega sveta Charlesom Michelom in predsednico Evropske komisije Ursulo von der Leyen soorganizirali Poljska in Švedska. Ob robu dogodka se je Janša bilateralno sestal s hrvaškim premierjem Plenkovićem. | [ 55 ]               |
| 30.-31. maj      | Evropska unija          | Bruselj    | Charles Michel, predsednik Evropskega sveta | Izredno zasedanje Evropskega sveta o razmerah v Ukrajini, obrambi, energiji in prehranski varnosti. | [ 56 ] [ 57 ]        |

## Obiski tujih državnikov v Sloveniji
| Datum           | Kraj                             | Država                                                                                                  | Gostje | Gostitelj v Sloveniji                                        | Opombe | Sklic                                           |
| 2020            | 2020                             | 2020 | 2020 | 2020                                                         | 2020 | 2020                                            |
| --------------- | -------------------------------- | --- | --- | ------------------------------------------------------------ | --- | ----------------------------------------------- |
| 3. julij        | Ljubljana                        | Nemčija                                                                                                 | Heiko Maas, zunanji minister Nemčije | Anže Logar, minister za zunanje zadeve                       | Srečanje ob robu sestanka zunanjih ministrov predsedovanja Svetu EU. | [ 58 ]                                          |
| 10. julij       | Otočec                           | Hrvaška                                                                                                 | Andrej Plenković, predsednik vlade Hrvaške | Janez Janša, predsednik vlade                                | Prvo srečanje Plenkovića in Janše kot predsednikov vlade. | [ 59 ]                                          |
| 12. avgust      | Bled                             | Združene države Amerike                                                                                 | Mike Pompeo, državni sekretar Združenih držav Amerike | Anže Logar, minister za zunanje zadeve                       | Delovni obisk v sklopu turneje po Češkem, Sloveniji, Avstriji in Poljski. Premier Janša in Pompeo sta podpisala posebno izjavo o varnosti omrežij 5G. | [ 60 ]                                          |
| 30. avgust      | Bled                             | Srbija                                                                                                  | Aleksandar Vučić, predsednik Srbije | Janez Janša, predsednik vlade                                | Srečanje dan pred Blejskim strateškim forumom. | [ 61 ]                                          |
| 31. avgust      | Bled                             | Evropska unija Bolgarija Češka Hrvaška Madžarska Poljska Slovaška Srbija                                | Josep Borrell, visoki predstavnik Unije za zunanje zadeve in varnostno politiko Bojko Borisov, predsednik vlade Bolgarije Andrej Babiš, predsednik vlade Češke republike Andrej Plenković, predsednik vlade Hrvaške Viktor Orbán, predsednik vlade Madžarske Mateusz Morawiecki, predsednik vlade Poljske Aleksandar Vučić, predsednik Srbije Tomáš Petříček, zunanji minister Češke Gordan Grlić-Radman, minister za zunanje zadeve Peter Szijjárto, minister za zunanje zadeve Zbigniew Rau, zunanji minister Poljske Ivan Korčok, minister za zunanje in evropske zadeve Slovaške | Anže Logar, minister za zunanje zadeve                       | Blejski strateški forum. Preko videokonference so sodelovali tudi italijanski premier Giuseppe Conte, predsednica Mednarodnega denarnega sklada Kristalina Georgieva in predsednik Mednarodnega olimpijskega komiteja Thomas Bach.                                                                                                 | [ 62 ] [ 63 ]                                   |
| 1. september    | Bled                             | Madžarska                                                                                               | Viktor Orbán, predsednik vlade Madžarske | Janez Janša, predsednik vlade                                | Srečanje dan po Blejskem strateškem forumu. | [ 64 ]                                          |
| 4. september    | Brdo pri Kranju                  | Francija                                                                                                | Jean-Yves Le Drian, minister za Evropo in zunanje zadeve Francije | Anže Logar, minister za zunanje zadeve                       | Uradni obisk | [ 65 ]                                          |
| 8. september    | Ljubljana                        | Avstrija                                                                                                | Sebastian Kurz, kancler Avstrije | Janez Janša, predsednik vlade                                | Delovni obisk, dan sta Janša in Kurz zaključila s plezalnim vzponom v severni triglavski steni. | [ 66 ] [ 67 ]                                   |
| 18. september   | Ljubljana                        | Grčija                                                                                                  | Nikos Dendias, zunanji minister Grčije | Anže Logar, minister za zunanje zadeve                       | Uradni obisk | [ 68 ]                                          |
| 21. september   | Ljubljana                        | Mednarodni olimpijski komite                                                                            | Thomas Bach, predsednik Mednarodnega olimpijskega komiteja | Simona Kustec, ministrica za izobraževanje, znanost in šport | | [ 69 ]                                          |
| 14. oktober     | Kidričevo                        | Hrvaška Madžarska                                                                                       | Viktor Orbán, predsednik vlade Madžarske Gordan Grlić-Radman, minister za zunanje zadeve | Janez Janša, predsednik vlade                                | Otvoritev začetka gradnje daljnovoda 2 x 400 kV Cirkovce–Pince. | [ 70 ]                                          |
| 24. oktober     | Bled                             | Albanija                                                                                                | Edi Rama, predsednik vlade Albanije | Janez Janša, predsednik vlade                                | Delovni sestanek | [ 71 ]                                          |
| 18. november    | Ljubljana                        | Avstralija                                                                                              | Mathias Cormann, finančni minister Avstralije | Janez Janša, predsednik vlade                                | | [ 72 ]                                          |
| 2021            |                                  | | |                                                              | |                                                 |
| 11. marec       | Ljubljana                        | Španija                                                                                                 | Arancha González Laya, ministrica za zunanje zadeve, Evropsko unijo in sodelovanje Kraljevine Španije | Anže Logar, minister za zunanje zadeve                       | Uradni obisk | [ 73 ]                                          |
| 30. april       | Ljubljana                        | Japonska                                                                                                | Tošimicu Motegi, japonski zunanji minister | Anže Logar, minister za zunanje zadeve                       | Uradni obisk | [ 74 ]                                          |
| 3. maj          | Ljubljana                        | Belorusija                                                                                              | Svetlana Tihanovska, beloruska opozicijska voditeljica | Anže Logar, minister za zunanje zadeve                       | Neformalni delovni pogovor ob obisku vodje beloruske opozicije Tihanovske v Sloveniji. Premier Janša ji je ob tem obljubil podporo pri naporih demokratizaciji Belorusije. | [ 75 ]                                          |
| 4. maj          | Ljubljana                        | Turčija                                                                                                 | Mevlüt Çavuşoğlu, zunanji minister Turčiije | Anže Logar, minister za zunanje zadeve                       | Srečanje med uradnim obiskom turškega ministra za zunanje zadeve v Sloveniji. | [ 76 ] [ 77 ]                                   |
| 28. maj         | Ljubljana                        | Črna gora                                                                                               | Zdravko Krivokapić, predsednik vlade Črne gore | Janez Janša, predsednik vlade                                | Delovni obisk | [ 78 ]                                          |
| 31. maj         | Ljubljana                        | Portugalska                                                                                             | Marcelo Rebelo de Sousa, predsednik Portugalske | Borut Pahor, predsednik republike                            | Delovno kosilo s portugalskim predsednikom, ki se je na povabilo predsednika Pahorja mudil v Sloveniji. | [ 79 ]                                          |
| 2. junij        | Ljubljana                        | Madžarska                                                                                               | Petér Szijjártó, minister za zunanje zadeve Madžarske Janez Poklukar, minister za zdravje | Janez Janša, predsednik vlade                                | Obisk madžarskega zunanjega ministra ob posoji 300.000 doz cepiv AstraZeneca Madžarske Sloveniji. Prevzetja cepiv sta se udeležila tudi minister za zdravje Janez Poklukar in direktor Nacionalnega inštituta za javno zdravje Milan Krek.                                                                                         | [ 80 ] [ 81 ]                                   |
| 7. junij        | Ljubljana                        | Evropska unija                                                                                          | Margaritis Schinas, komisar za zaščito evropskega načina življenja | Aleš Hojs, minister za notranje zadeve                       | Obravnavanje kibernetske varnosti, ohranitve evropskega načina življenja in stanje epidemije. | [ 82 ]                                          |
| 9. junij        | Ljubljana                        | Švica                                                                                                   | Guy Parmelin, predsednik Švicarske konfederacije in minister za gospodarstvo, izobraževanje in raziskave | Borut Pahor, predsednik republike                            | Srečanje ob uradnem obisku švicarskega predsednika v Republiki Sloveniji. | [ 83 ]                                          |
| 22. junij       | Ljubljana                        | Evropska unija                                                                                          | Roberta Metsola, podpredsednica Evropskega parlamenta | Igor Zorčič, predsednik državnega zbora                      | Sprejem in pogovor o prioritetah slovenskega predsedovanja Svetu Evropske unije. | [ 84 ]                                          |
| 22. junij       | Ljubljana                        | Avstrija                                                                                                | Wolfgang Sobotka, predsednik avstrijskega parlamenta | Igor Zorčič, predsednik državnega zbora                      | Sprejem in pogovor o prioritetah slovenskega predsedovanja Svetu Evropske unije. | [ 85 ]                                          |
| 25. junij       | Ljubljana                        | Evropska unija Avstrija Hrvaška Madžarska Italija Portugalska                                           | Charles Michel, predsednik Evropskega sveta Sebastian Kurz, kancler Avstrije Andrej Plenković, predsednik vlade Hrvaške Viktor Orbán, predsednik vlade Madžarske Luigi Di Maio, zunanji minister Italije Augusto Santos Silva, zunanji minister Portugalske | Janez Janša, predsednik vlade                                | Proslava ob 30. obletnici osamosvojitve Republike Slovenije s predajo predsedovanja Svetu Evropske unije. | [ 86 ] [ 87 ]                                   |
| 26. junij       | Bled                             | Evropska unija                                                                                          | Charles Michel, predsednik Evropskega sveta | Janez Janša, predsednik vlade                                | Bilateralni pogovor na Bledu. | [ 88 ] [ 89 ]                                   |
| 1. julij        | Ljubljana, Brdo pri Kranju, Bled | Evropska unija                                                                                          | Ursula von der Leyen, predsednica Evropske komisije evropski komisarji | Janez Janša, predsednik vlade                                | Obisk celotne Evropske komisije v Republiki Sloveniji ob začetku slovenskega predsedovanja Svetu Evropske unije. Predsednica Komisije Ursula von der Leyen je tekom obiska potrdila slovenski načrt za okrevanje. Ob koncu obiska so si evropska in slovenska delegacija ogledali baletno predstavo Povodni mož na Blejskem otoku. | [ 90 ] [ 91 ] [ 92 ] [ 93 ] [ 94 ]              |
| 2.-3. julij     | Triglav                          | Evropska unija                                                                                          | Josep Borrell, visoki predstavnik Unije za zunanje zadeve in varnostno politiko | Janez Janša, predsednik vlade                                | Vzpon na Triglav, ki je bil za visokega predstavnika Borrella najvišji osvojen vrh. | [ 95 ] [ 95 ]                                   |
| 5. julij        | Ljubljana                        | Evropsko računsko sodišče                                                                               | Klaus-Heiner Lehne, predsednik Evropskega računskega sodišča |                                                              | Srečanje ob Lehnejevem obisku v Sloveniji. | [ 96 ]                                          |
| 9. julij        | Ljubljana                        | Češka Madžarska Poljska Slovaška                                                                        | Andrej Babiš, predsednik vlade Češke republike Viktor Orbán, predsednik vlade Madžarske Mateusz Morawiecki, predsednik vlade Poljske Eduard Heger, predsednik vlade Slovaške | Janez Janša, predsednik vlade                                | Premier Janša je na delovnem obisku v Narodni galeriji gostil predsednike vlad Višegrajske četverice; Češke, Madžarske, Poljske in Slovaške. Države so Slovenijo obiskale kot predsedujočo Svetu Evropske unije. | [ 97 ] [ 98 ]                                   |
| 16. julij       | Ljubljana                        | Italija                                                                                                 | Mario Monti, nekdanji predsednik vlade Italije | Janez Janša, predsednik vlade                                | | [ 99 ]                                          |
| 16. julij       | Ljubljana                        | Svetovna zdravstvena organizacija                                                                       | Hans Kluge, direktor Urada Svetovne zdravstvene organizacije za Evropo | Janez Poklukar, minister za zdravje                          | Srečanje z direktorjem Urada Svetovne zdravstvene organizacije za Evropo | [ 100 ]                                         |
| 24. avgust      | Ljubljana                        | Avstrija (dežela Spodnja Avstrija)                                                                      | Johanna Mikl-Leitner, deželna glavarka Spodnje Avstrije | Janez Janša, predsednik vlade                                | Delovno kosilo z deželno glavarko Spodnje Avstrije. | [ 101 ]                                         |
| 27. avgust      | Ljubljana                        | Združene države Amerike                                                                                 | Richard Shelby, senator Mike Crapo, senator John Cornyn, senator Deb Fischer, senatorka John Kennedy, senator Roger Marshall, senator |                                                              | Premier Janša je na delovnem kosilu sprejel šesterico ameriških senatorjev, ki so na obisku v Sloveniji. | [ 102 ]                                         |
| 31. avgust      | Ljubljana                        | Sveti sedež                                                                                             | Pietro Parolin, vatikanski državni tajnik | Janez Janša, predsednik vlade                                | Parolin se je na uradnem obisku v Sloveniji mudil ob predsedovanju Slovenije Svetu EU. Premier Janša se je kasneje s soprogo udeležil tudi maše na Brezjah, ki jo je Parolin daroval. | [ 103 ]                                         |
| 31. avgust      | Bled                             | Grčija                                                                                                  | Kiriakos Mitsotakis, predsednik vlade Grčije | Janez Janša, predsednik vlade                                | Srečanje slovenskega in grškega premierja pred Blejskim strateškim forumom. | [ 104 ]                                         |
| 1.-2. september | Bled                             | Evropska unija Bolgarija Češka Hrvaška Madžarska Poljska Severna Makedonija Slovaška Srbija Sveti sedež | Charles Michel, predsednik Evropskega sveta David Sassoli, predsednik Evropskega parlamenta Dubravka Šuica, evropska komisarka in podpredsednica Evropske komisije Olivér Várhelyi, evropski komisar Werner Hoyer, predsednik Evropske investicijske banke Odile Renaoud – Basso, predsednica EBRD Marco Zanni, evropski poslanec Rumen Radev, predsednik Bolgarije Andrej Babiš, predsednik vlade Češke republike Andrej Plenković, predsednik vlade Hrvaške Viktor Orbán, predsednik vlade Madžarske Mateusz Morawiecki, predsednik vlade Poljske Zoran Zaev, predsednik vlade Severne Makedonije Eduard Heger, predsednik vlade Slovaške Aleksandar Vučić, predsednik Srbije Gordan Grlić-Radman, minister za zunanje zadeve Pietro Parolin, vatikanski državni tajnik Svetlana Tihanovska, vodja beloruske opozicije Giorgia Meloni, predsednica Evropskih konzervativcev in reformistov | Janez Janša, predsednik vlade                                | Blejski strateški forum, ki se ga je udeležila največja delegacija mednarodnih gostov. | [ 105 ] [ 106 ]                                 |
| 3. september    | Ljubljana                        | Indija                                                                                                  | Subrahmanyam Jaishankar, zunanji minister Indije | Anže Logar, minister za zunanje zadeve                       | Sprejem ob delovnem obisku indijskega zunanjega ministra v Republiki Sloveniji, kjer ga je gostil zunanji minister Logar. | [ 107 ]                                         |
| 4. september    |                                  | Evropska unija                                                                                          | Josep Borrell, visoki predstavnik Unije za zunanje zadeve in varnostno politiko | Janez Janša, predsednik vlade                                | Delovna večerja | [ 108 ]                                         |
| 10. september   | Ljubljana                        | Mednarodni denarni sklad                                                                                | Kristalina Georgieva, izvršna direktorica Mednarodnega denarnega sklada | Janez Janša, predsednik vlade                                | Sprejem izvršne direktorice mednarodnega denarnega sklada. | [ 109 ]                                         |
| 10. september   | Ljubljana                        | OECD | Mathias Cormann, generalni sekretar OECD |                                                              | Prvi Cormannov obisk v Sloveniji, odkar je prevzel vodenje OECD. | [ 110 ]                                         |
| 15. september   | Celje                            | Madžarska                                                                                               | Viktor Orbán, predsednik vlade Madžarske | Janez Janša, predsednik vlade                                | Skupna seja vlad Slovenije in Madžarske, ki se je odvila ob robu odprtja Mednarodnega obrtnega sejma v Celju, kjer je Madžarska letos častna gostja. Premierja Janša in Orban sta se sestala tudi bilateralno. | [ 111 ] [ 112 ]                                 |
| 23. september   | Ljubljana                        | Češka                                                                                                   | Jan Hamáček, notranji minister Češke republike | Aleš Hojs, minister za notranje zadeve                       | Med dvodnevnim uradnim obiskom v Sloveniji je češkega notranjega ministra sprejel tudi premier Janša. | [ 113 ]                                         |
| 29. september   | Ljubljana                        | Latvija                                                                                                 | Egils Levits, predsednik Latvije | Borut Pahor, predsednik republike                            | Sprejem latvijskega predsednika Levitisa, ki se je mudil na uradnem obisku v Sloveniji. | [ 114 ]                                         |
| 1. oktober      | Ljubljana                        | Stranka identitete in demokracije                                                                       | Marco Zanni, predsednik Stranke identitete in demokracije v Evropskem parlamentu |                                                              | Sprejem predsednika in vodstva Stranke identitete in demokracije v Evropskem parlamentu, ki so se mudili na študijskem obisku. | [ 115 ]                                         |
| 1. oktober      | Ljubljana                        | Evropska unija                                                                                          | Dubravka Šuica, evropska komisarka za demokracijo in demografijo ter izvršna podpredsednica Evropske komisije | Janez Janša, predsednik vlade                                | Sestanek na temo konference o prihodnosti Evrope. | [ 116 ]                                         |
| 5.-6. oktober   | Brdo pri Kranju                  | Evropska unija                                                                                          | Janez Janša, predsednik vlade Charles Michel, predsednik Evropskega sveta Ursula von der Leyen, predsednica Evropske komisije Sebastian Kurz, kancler Avstrije Alexander de Croo, predsednik vlade Belgije Rumen Radev, predsednik Bolgarije Nikos Anastadiades, predsednik Cipra Andrej Babiš, predsednik vlade Češke republike Mette Frederiksen, predsednica vlade Danske Kaja Kallas, predsednica vlade Estonije Emmanuel Macron, predsednik Francije Sanna Marin, predsednica vlade Finske Kiriakos Micotakis, predsednik vlade Grčije Andrej Plenković, predsednik vlade Hrvaške Micheál Martin, predsednik vlade Irske Mario Draghi, ministrski predsednik Italije Arturs Krišjānis Kariņš, predsednik vlade Latvije Gitanas Nausėda, predsednik vlade Litve Xavier Bettel, predsednik vlade Luksemburga Viktor Orbán, predsednik vlade Madžarske Robert Abela, predsednik vlade Malte Angela Merkel, kanclerka Nemčije Mark Rutte, predsednik vlade Nizozemske Mateusz Morawiecki, predsednik vlade Poljske Antonio Costa, predsednik vlade Portugalske Eduard Heger, predsednik vlade Slovaške Pedro Sanchez, predsednik vlade Španije Stefan Löfven, predsednik vlade Švedske Željko Komšić, predsednik predsedstva Bosne in Hercegovine Milo Đukanović, predsednik Črne gore Albin Kurti, predsednik vlade Kosova Zoran Zaev, predsednik vlade Kosova Aleksandar Vućić, predsednik Srbije | Janez Janša, predsednik vlade                                | Neformalno srečanje voditeljev držav članic EU z večerjo. Naslednji dan je na Brdu potekal vrh EU-Zahodni Balkan, ki so se ga udeležile vse povabljene države. | [ 117 ] [ 118 ] [ 119 ] [ 120 ] [ 121 ] [ 122 ] |
| 14. oktober     | Ljubljana                        | Slovaška                                                                                                | Zuzana Čaputova, predsednica Slovaške | Borut Pahor, predsednik republike                            | Sprejem slovaške predsednice ob njenem uradnem obisku v Sloveniji. | [ 123 ]                                         |
| 4. november     | Ljubljana                        | Katar                                                                                                   | Mohamed Jasim Al Tani, podpredsednik vlade in zunanji minister Katarja | Anže Logar, minister za zunanje zadeve                       | Sprejem katarskega zunanjega ministra in podpredsednika vlade ob njegovem prvem obisku v Sloveniji. |                                                 |
| 2022            |                                  | | |                                                              | |                                                 |
| 3. februar      | Ljubljana                        | Latvija                                                                                                 | Edgars Rinkēvičs, zunanji minister Latvije | Anže Logar, minister za zunanje zadeve                       | Sprejem latvijskega zunanjega ministra ob njegovem uradnem obisku v Republiki Sloveniji. | [ 124 ]                                         |
| 28. marec       | Ljubljana                        | Evropska unija                                                                                          | Roberta Metsola, predsednica Evropskega parlamenta | Igor Zorčič, predsednik državnega zbora                      | Srečanje s predsednico Evropskega parlamenta, ki se je v Sloveniji udeležila Konference predsednikov parlamentov držav članic EU | [ 125 ]                                         |
| 28. marec       | Ljubljana                        | Turčija                                                                                                 | Mustafa Şentop, predsednik Velike narodne skupščine Turčije | Igor Zorčič, predsednik državnega zbora                      | Srečanje s predsednikom Velike narodne skupščine Turčije ob njegovem obisku v Sloveniji. | [ 126 ]                                         |
| 7. april        | Ljubljana                        | Saudova Arabija                                                                                         | Faisal Al-Ibrahim, saudski minister za gospodarstvo in načrtovanje |                                                              | Srečanje s saudskim ministrom za gospodarstvo in načrtovanje ob njegovem delovnem obisku v Sloveniji. | [ 127 ]                                         |
| 16. maj         | Ljubljana                        | Katar                                                                                                   | Tamim bin Hamad Al Thani, emir Katarja | Borut Pahor, predsednik republike                            | Srečanje s katarskim emirjem ob njegovem uradnem obisku v Sloveniji. | [ 128 ]                                         |

## Galerija
- Janša in ameriški državni sekretar Pompeo (Bled, 2020)
- Janša in ameriški državni sekretar Pompeo (Bled, 2020)
- Janša in izraelski predsednik Reuven Rivlin (2020)
- Janša in poljski premier Morawiecki (april 2021)
- Janša in Zoran Zaev na srečanju zveze NATO (junij 2021)
- Janševa predstavitev programa predsedovanja v Evropskem parlamentu (julij 2021)
- Janša in predsednik EP David Sassoli v Bruslju (julij 2021)
- Janša in indonezijski predsednik Widodo (oktober 2021)
- Janša in ukrajinski predsednik Zelenski (december 2021)
- Janša in ameriški predsednik Joe Biden (2022)
- Janša in predsednik Evropskega sveta Charles Michel (2022)